# Agnieszka Adamczak-Hutek
Agnieszka Adamczak-Hutek, również jako Agnieszka Adamczak – polska śpiewaczka operowa (sopran).
Absolwentka Akademii Muzycznej w Poznaniu (klasa prof. Katarzyny Rymarczyk, dyplom z wyróżnieniem). Laureatka międzynarodowych konkursów wokalnych. Debiut w 2005 roku w Teatrze Wielkim w Poznaniu. Solistka Opery Bałtyckiej w Gdańsku i Internationale Opernstudio w Zurychu (2008–2010). Śpiewała m.in. w Al Hussein Theater w Ammanie, Grand Théâtre de Genéve, Opera de Oviedo, Teatro Filarmonico w Weronie i Teatrze Wielkim w Łodzi.

## Partie operowe
- Donna Elvira (Don Giovanni, Mozart)
- Hanna (Straszny dwór, Moniuszko)
- Laura (Luiza Miller, Verdi)
- Musetta (Cyganeria, Puccini)
- Pamina (Czarodziejski flet, Mozart)

## Nagrody
- 2009: Konkurs Wokalny im. Annelise Rothenberger - I nagroda[1]
- 2009: Międzynarodowy Konkurs Wokalny La Boheme - nagroda[2]
- 2010: Międzynarodowy Konkurs Wokalny Belvedere - II nagroda[3]